# Болтукаєв Анзор Адамович
Анзор Адамович Болтукаєв (рос. Анзор Адамович Болтукаев; нар. 5 квітня 1986, Грозний, Чечено-Інгушська АРСР) — російський борець вільного стилю, бронзовий призер чемпіонатів світу, чемпіон Європи, учасник Олімпійських ігор. Заслужений майстер спорту Росії з вільної боротьби (2016).

## Біографія
Боротьбою займається з 1997 року. Виступає за Школу вищої спортивної майстерності з Грозного. Чемпіон Росії 2013 і 2016 років, срібний призер чемпіонату Росії 2014 року та бронзовий призер чемпіонату Росії 2008 року. У збірній команді Росії з 2009 року.
У серпні 2017 року рішенням міжнародної федерації Об'єднаний світ боротьби Анзор Болтукаєв був позбавлений срібної медалі чемпіонату Європи 2017 року за порушення антидопінгових правил і дискваліфікований на 10 місяців. Але пізніше Спортивний арбітражний суд (CAS) задовольнив апеляцію Всесвітнього антидопінгового агентства (WADA), яке вважло покарання недостатнім і збільшивш термін дискваліфікації до 24 місяців.

## Спортивні результати на міжнародних змаганнях

### Виступи на Олімпіадах
| Змагання                    | Збірна | Вагова категорія          | Місце |
| --------------------------- | ------ | ------------------------- | ----- |
| Літні Олімпійські ігри 2016 | Росія  | вільна боротьба, до 97 кг | 11    |

На літніх Олімпійських іграх 2016 року в Ріо-де-Жанейро у першій же сутичці поступився українському борцю Валерію Андрійцеву.

### Виступи на Чемпіонатах світу
| Змагання                        | Збірна | Вагова категорія          | Місце  |
| ------------------------------- | ------ | ------------------------- | ------ |
| Чемпіонат світу з боротьби 2013 | Росія  | вільна боротьба, до 96 кг | Бронза |

### Виступи на Чемпіонатах Європи
| Змагання                         | Збірна | Вагова категорія          | Місце                     |
| -------------------------------- | ------ | ------------------------- | ------------------------- |
| Чемпіонат Європи з боротьби 2016 | Росія  | вільна боротьба, до 97 кг | Золото                    |
| Чемпіонат Європи з боротьби 2017 | Росія  | вільна боротьба, до 97 кг | ( Срібло) дискваліфікація |

### Виступи на Кубках світу
| Змагання                    | Збірна | Вагова категорія           | Місце |
| --------------------------- | ------ | -------------------------- | ----- |
| Кубок світу з боротьби 2009 | Росія  | вільна боротьба, до 120 кг | 9     |
| Кубок світу з боротьби 2013 | Росія  | вільна боротьба, до 96 кг  | 8     |

### Виступи на інших змаганнях
| Змагання                        | Збірна | Вагова категорія           | Місце  |
| ------------------------------- | ------ | -------------------------- | ------ |
| Гран-прі «Іван Яригін» 2009     | Росія  | вільна боротьба, до 96 кг  | 5      |
| Кубок Рамзана Кадирова 2011     | Росія  | вільна боротьба, до 84 кг  | Золото |
| Кубок Рамзана Кадирова 2012     | Росія  | вільна боротьба, до 96 кг  | 5      |
| Гран-прі «Іван Яригін» 2013     | Росія  | вільна боротьба, до 96 кг  | Срібло |
| Міжнародний турнір Олімпія 2013 | Росія  | вільна боротьба, до 96 кг  | Золото |
| Кубок Рамзана Кадирова 2014     | Росія  | вільна боротьба, до 97 кг  | Золото |
| Гран-прі «Іван Яригін» 2016     | Росія  | вільна боротьба, до 97 кг  | Золото |
| Чемпіонат Росії з боротьби 2016 | Росія  | вільна боротьба, до 97 кг  | Золото |
| Гран-прі «Іван Яригін» 2017     | Росія  | вільна боротьба, до 125 кг | Срібло |
| Турнір Дмитра Коркіна 2018      | Росія  | вільна боротьба, до 125 кг | 12     |
| Турнір Аланії з боротьби 2019   | Росія  | вільна боротьба, до 125 кг | 16     |
| Гран-прі «Іван Яригін» 2020     | Росія  | вільна боротьба, до 125 кг | 12     |

### Виступи на змаганнях молодших вікових груп
| Змагання                                      | Збірна | Вагова категорія          | Місце |
| --------------------------------------------- | ------ | ------------------------- | ----- |
| Чемпіонат світу з боротьби серед юніорів 2006 | Росія  | вільна боротьба, до 84 кг | 6     |